# 谷脇古墳
谷脇古墳（たにわきこふん）は、奈良県宇陀市大宇陀守道（おおうだもち）にある古墳。形状は円墳。奈良県指定史跡に指定され、出土遺物は宇陀市指定有形文化財に指定されている。

## 概要
奈良県東部、宇陀盆地南部の尾根上に築造された古墳である。1944年（昭和19年）に石室発掘調査が、1996年（平成8年）に墳丘測量・石室実測調査が実施されている。
墳形は円形で、東西18メートル・南北15メートル・高さ2.5メートルを測る。埋葬施設は両袖式の横穴式石室で、南方向に開口する。玄室の長辺に羨道が接続してT字形の平面形をなすという、珍しい形状の石室になる。玄室内部には組合式石棺を据える。石室内からは副葬品として金環・鉄製品・須恵器が検出されている。築造時期は古墳時代後期の6世紀中葉（TK10型式期）頃と推定される。
古墳域は1978年（昭和53年）に奈良県指定史跡に指定され、出土遺物は1998年（平成10年）に宇陀市指定有形文化財に指定されている。

## 遺跡歴
- 1944年（昭和19年）、石室発掘調査（奈良県教育委員会）[1]。
- 1978年（昭和53年）3月28日、奈良県指定史跡に指定[2]。
- 1996年（平成8年）、墳丘測量・石室実測調査（花園大学考古学研究室、1998年に報告）[1]。
- 1998年（平成10年）9月30日、出土遺物が宇陀市指定有形文化財に指定[3]。

## 埋葬施設

石室俯瞰図

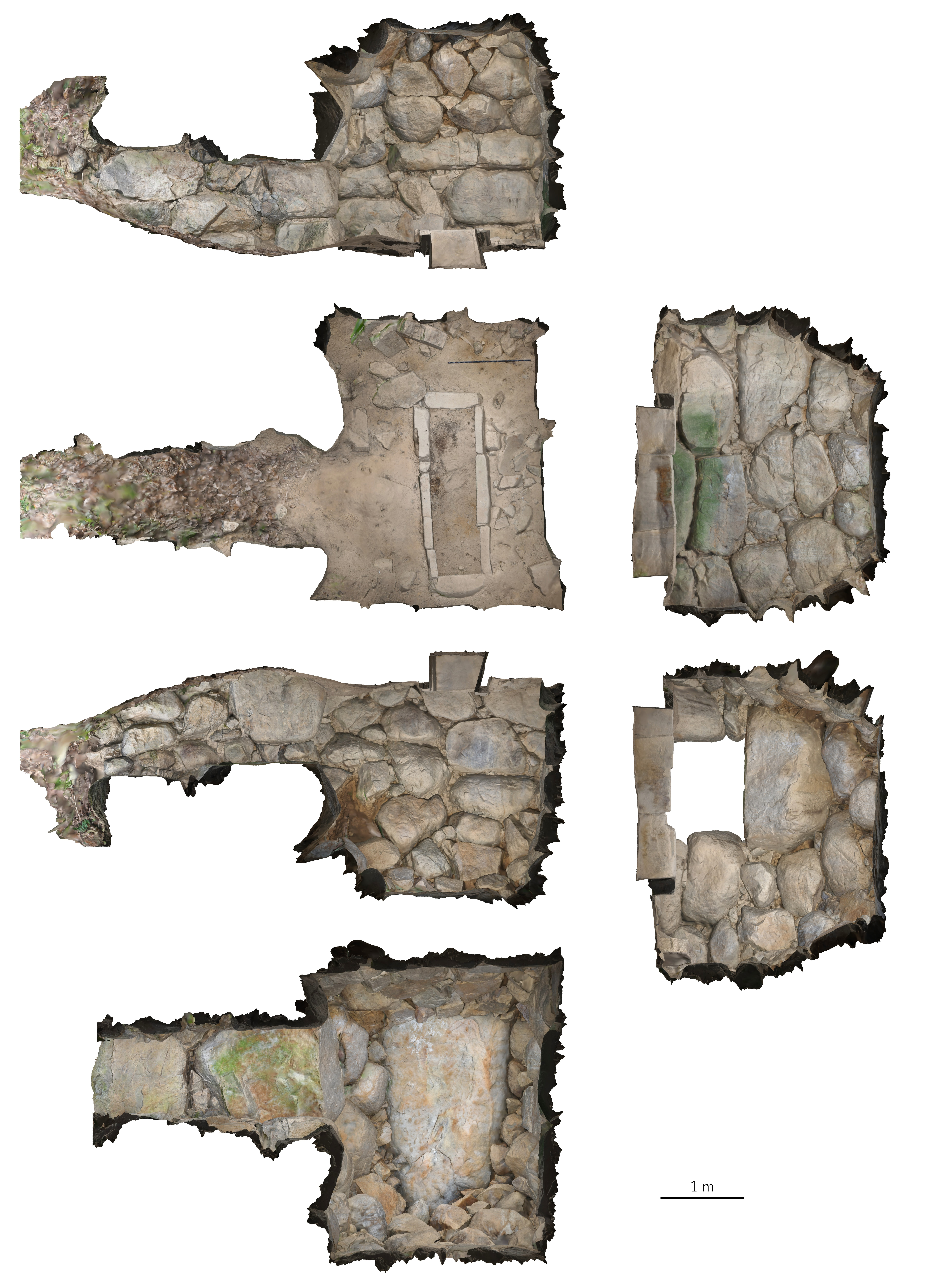
石室展開図

埋葬施設としては両袖式横穴式石室が構築されており、南方向に開口する。玄室の長辺中央部に羨道が接続し、平面形としてはT字形をなす。石室の規模は次の通り。
- 石室全長：6.5メートル
- 玄室：長さ2.48-2.92メートル、幅3.45メートル、高さ2.8メートル以上
- 羨道：長さ4.37メートル、幅1.06-1.65メートル

羨道は玄室の片側（東側）に寄っており、片袖式に近い両袖式である。石室の石材は大型の川原石で、四方から持ち送り天井石1枚を架構する。床には全面に小礫を敷く。
玄室内部では、石室主軸の直交方向（玄室長辺の平行方向）に流紋岩質溶結凝灰岩（榛原石）製（文献によっては花崗岩製）の組合式石棺を据える。
石室内では、人骨の出土状況から、東西を各頭位とする2体の安置が想定される。また1944年（昭和19年）調査では金環4個（2対）・須恵器（平瓶・壺・坏身・坏蓋各1個）等が、1996年（平成8年）調査では鉄製品（鏃・刀子）が検出されている。

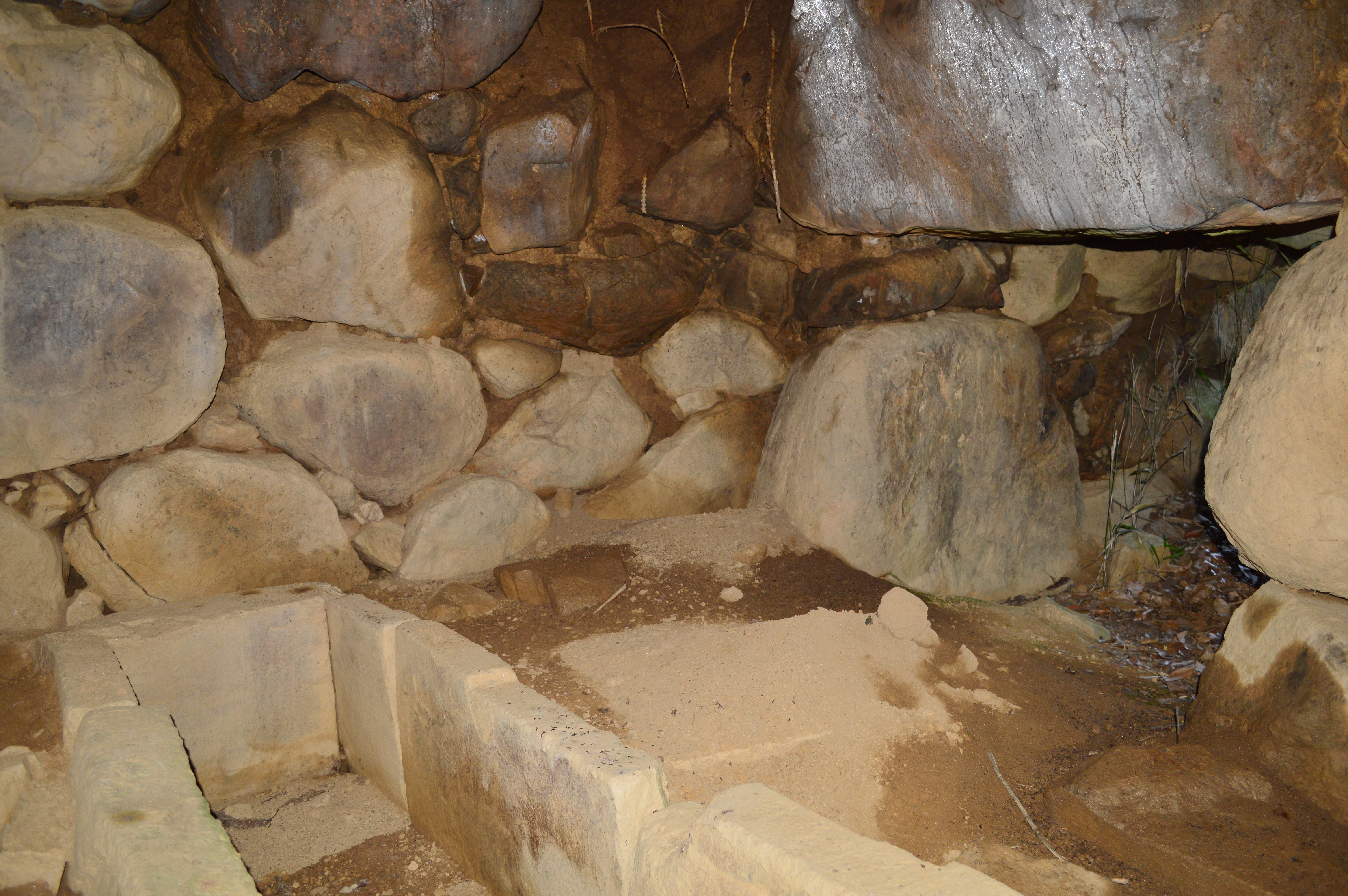
玄室 左に東壁、右に玄門、左手前に組合式石棺。
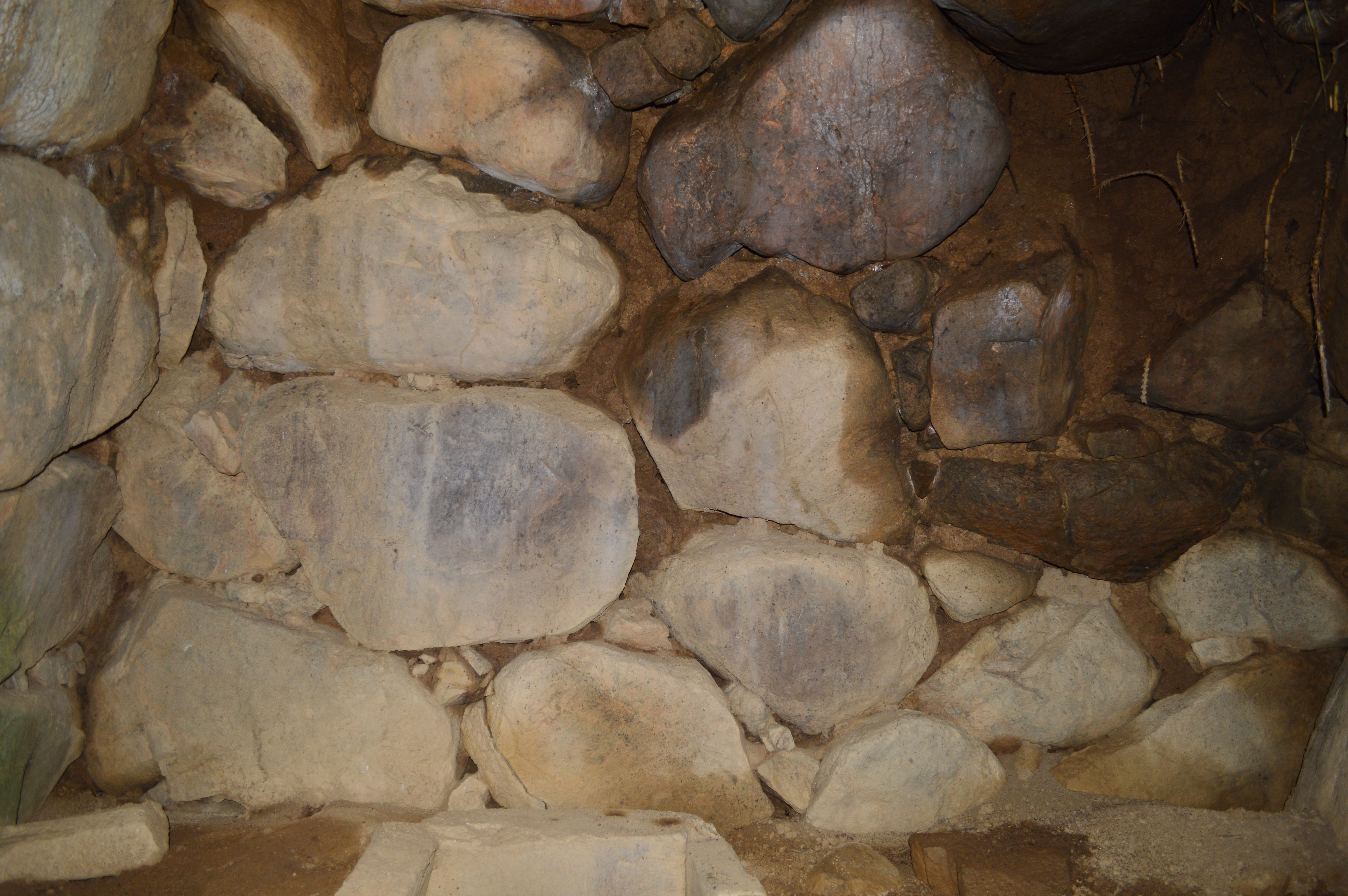
玄室東壁
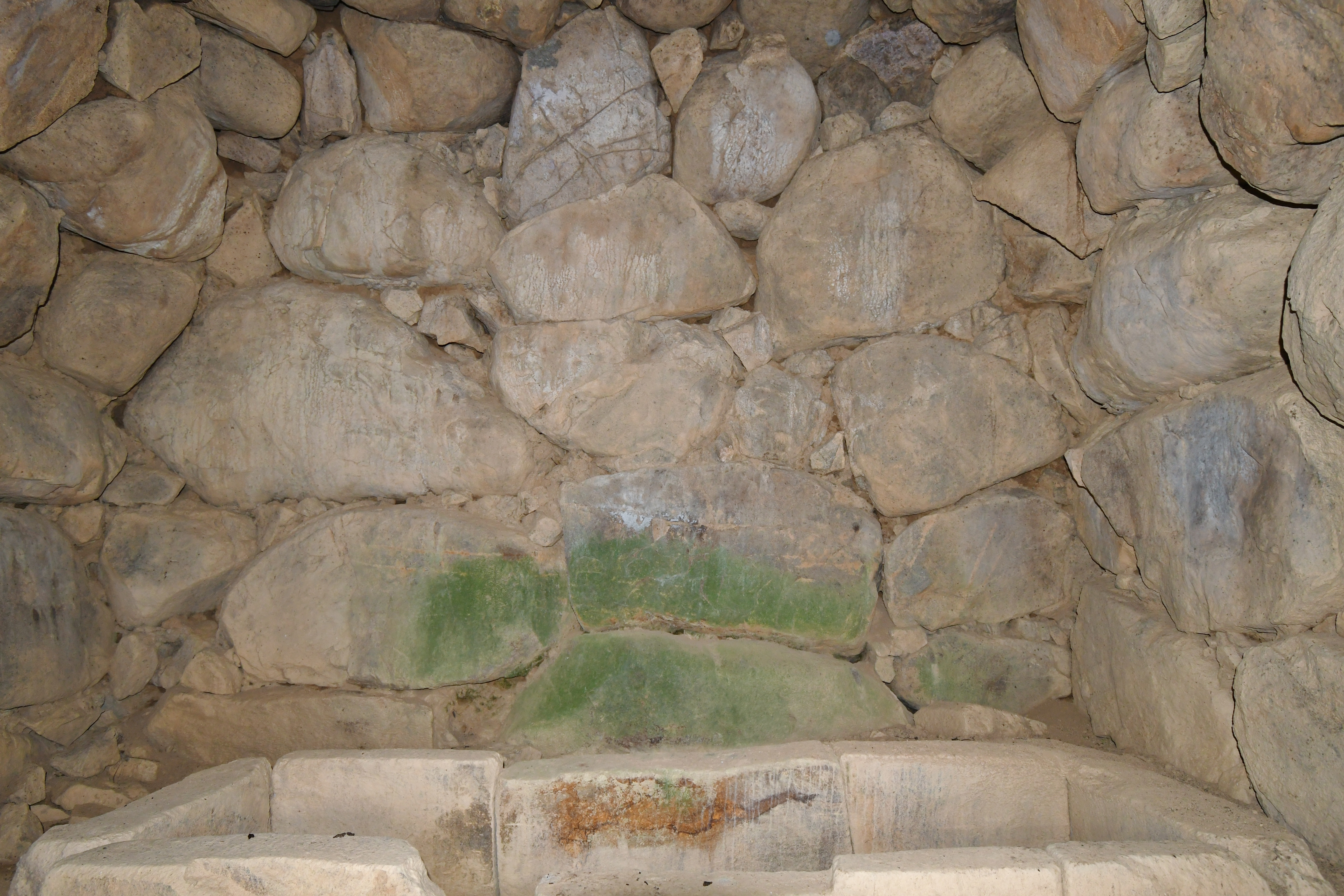
玄室北壁（奥壁）
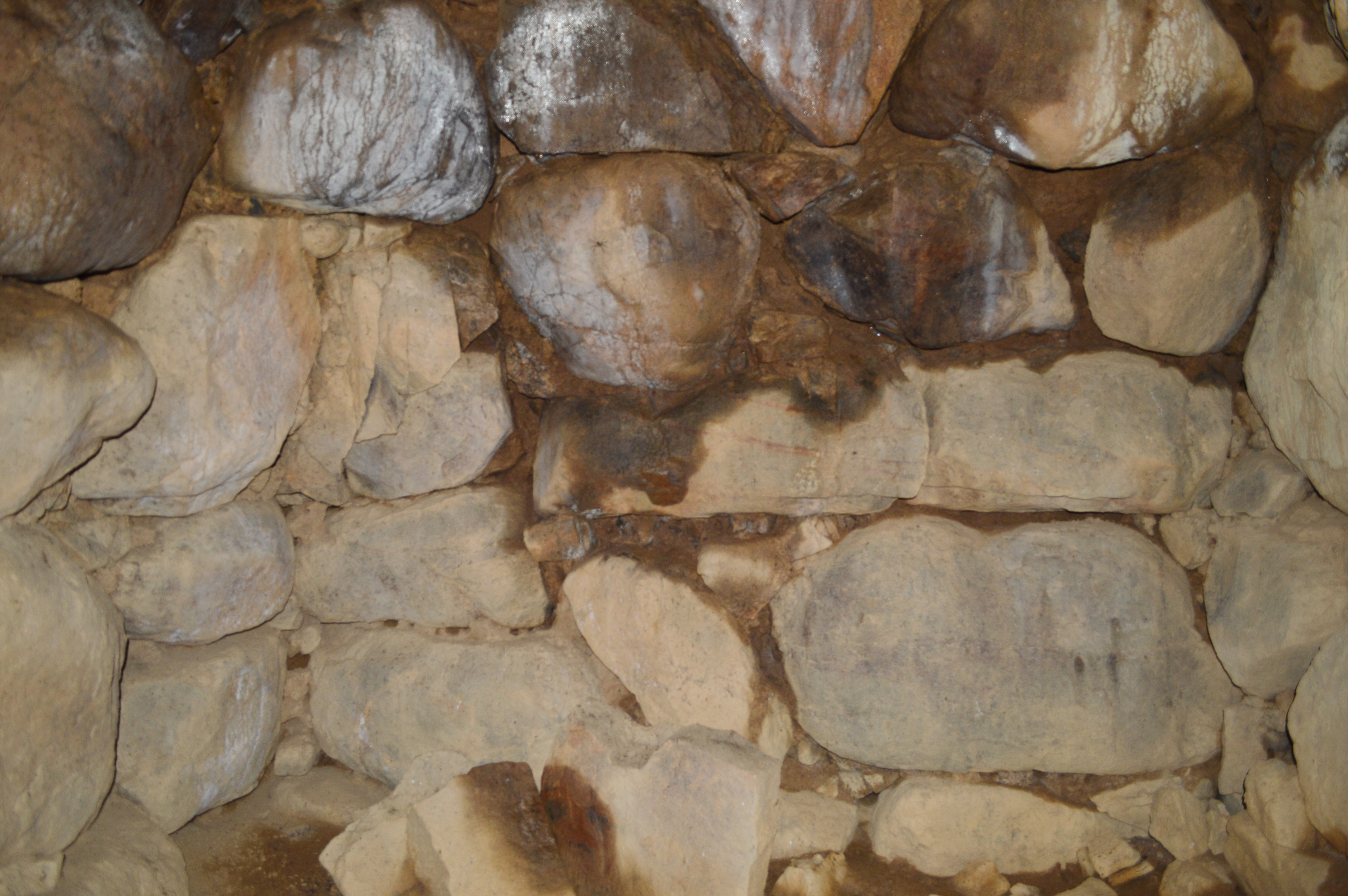
玄室西壁
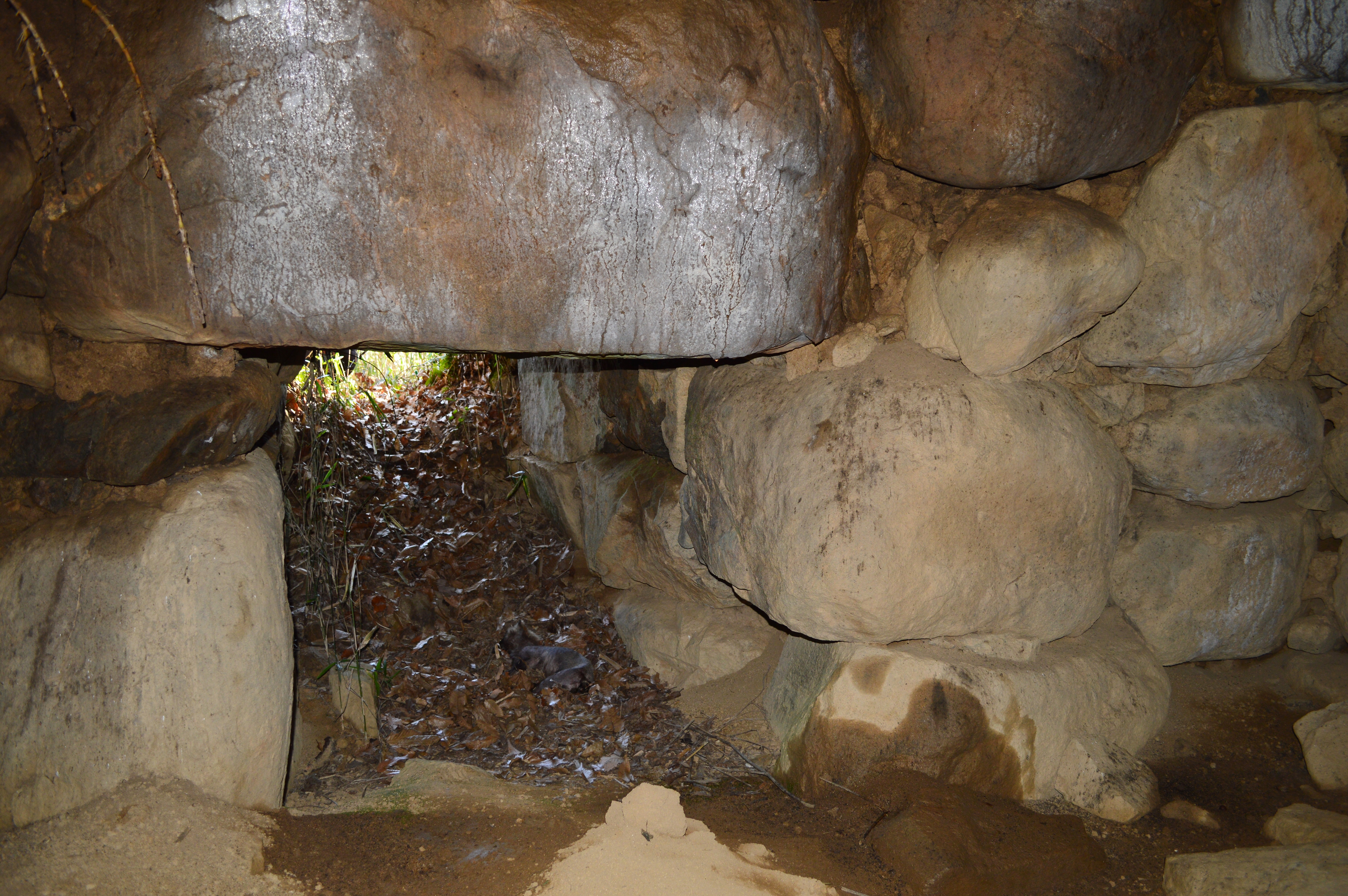
玄門
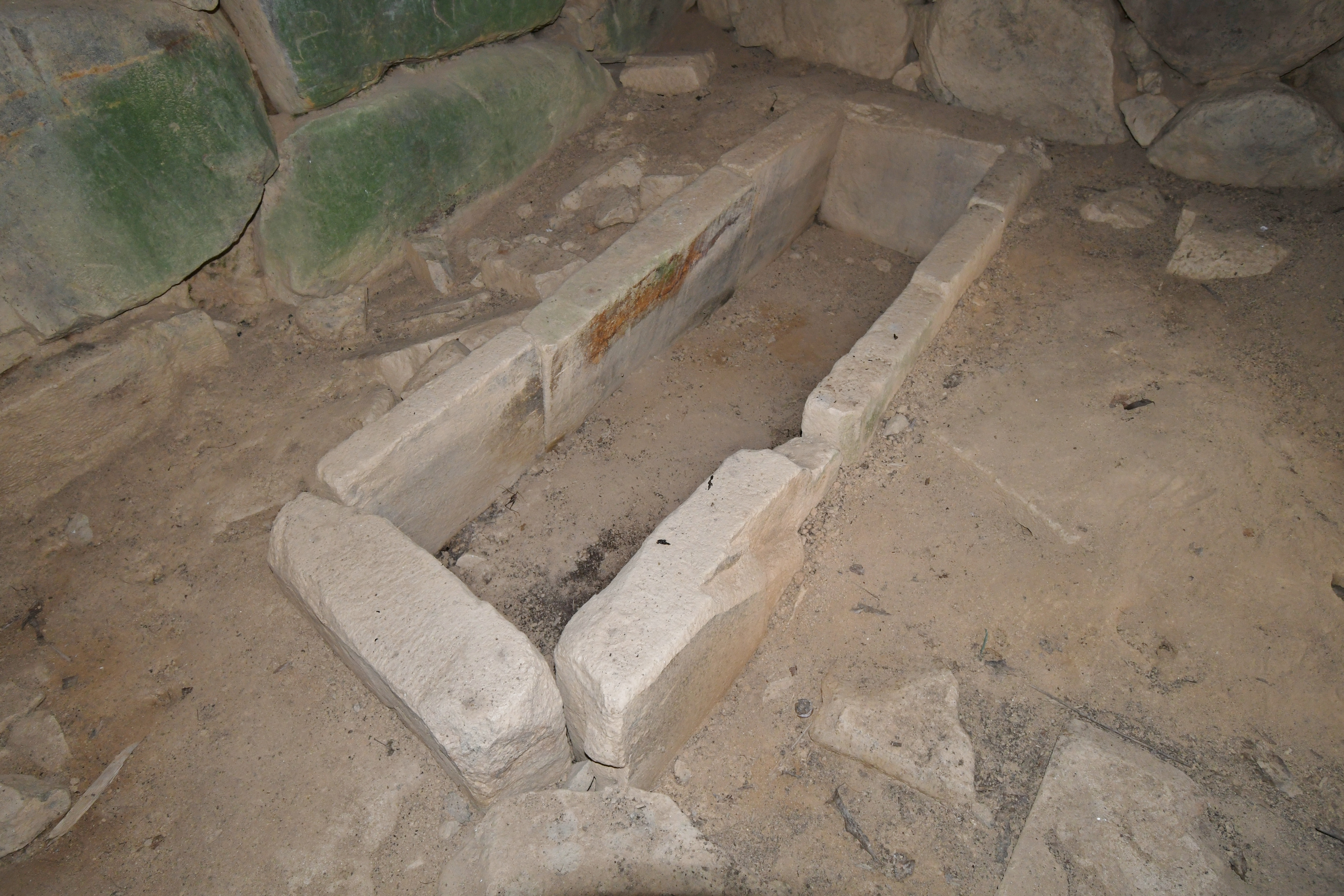
玄室の組合式石棺
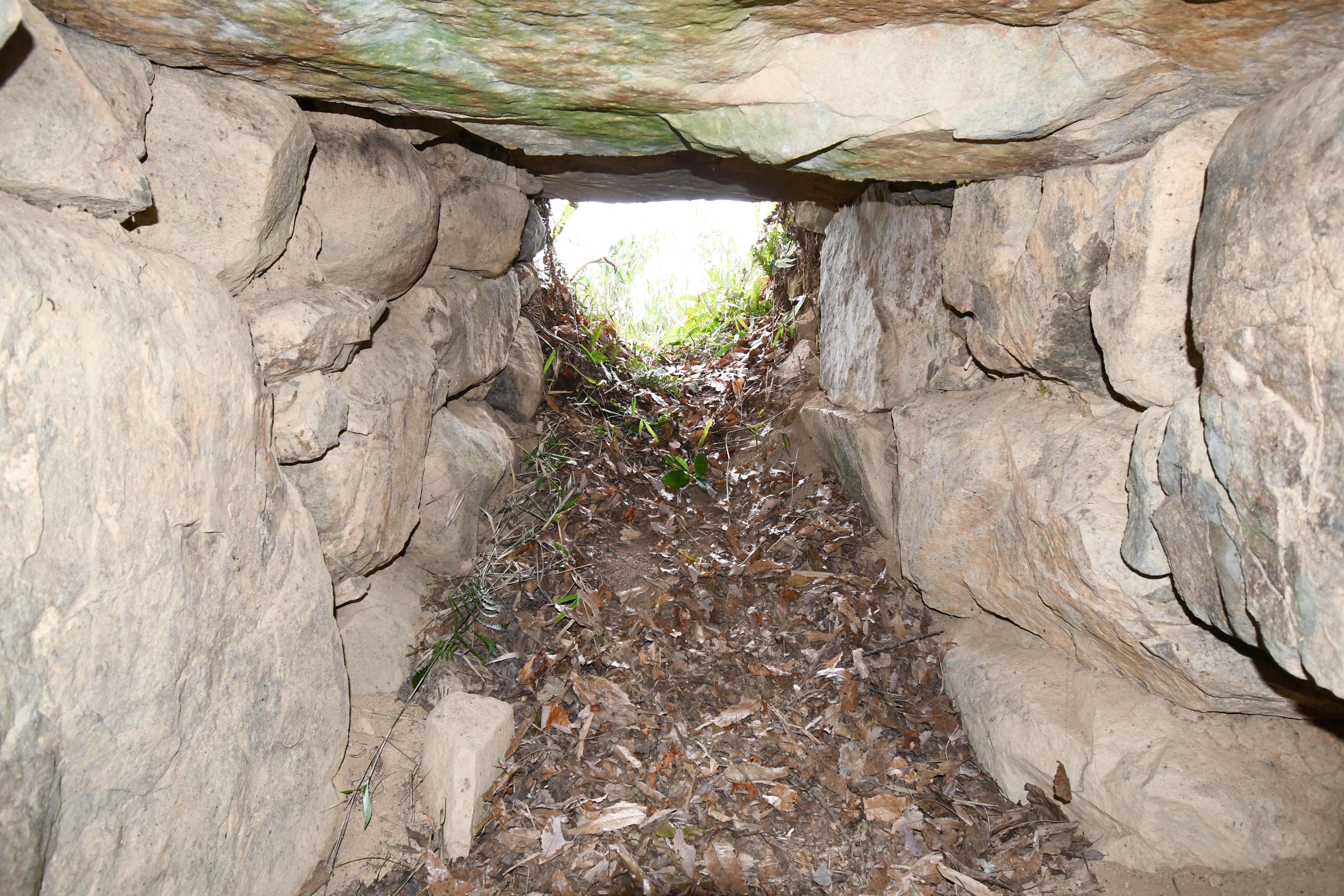
羨道（開口部方向）
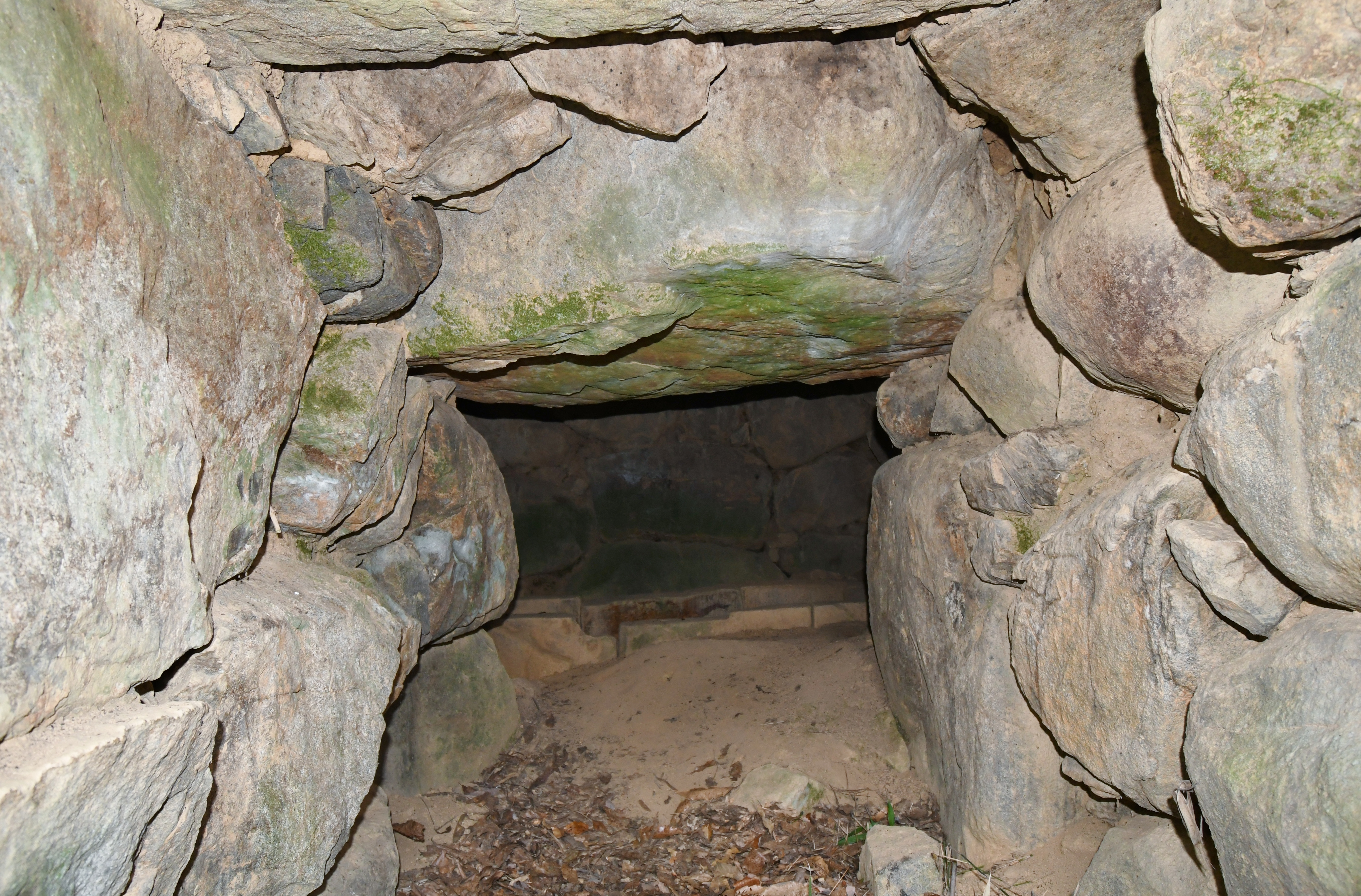
羨道（玄室方向）
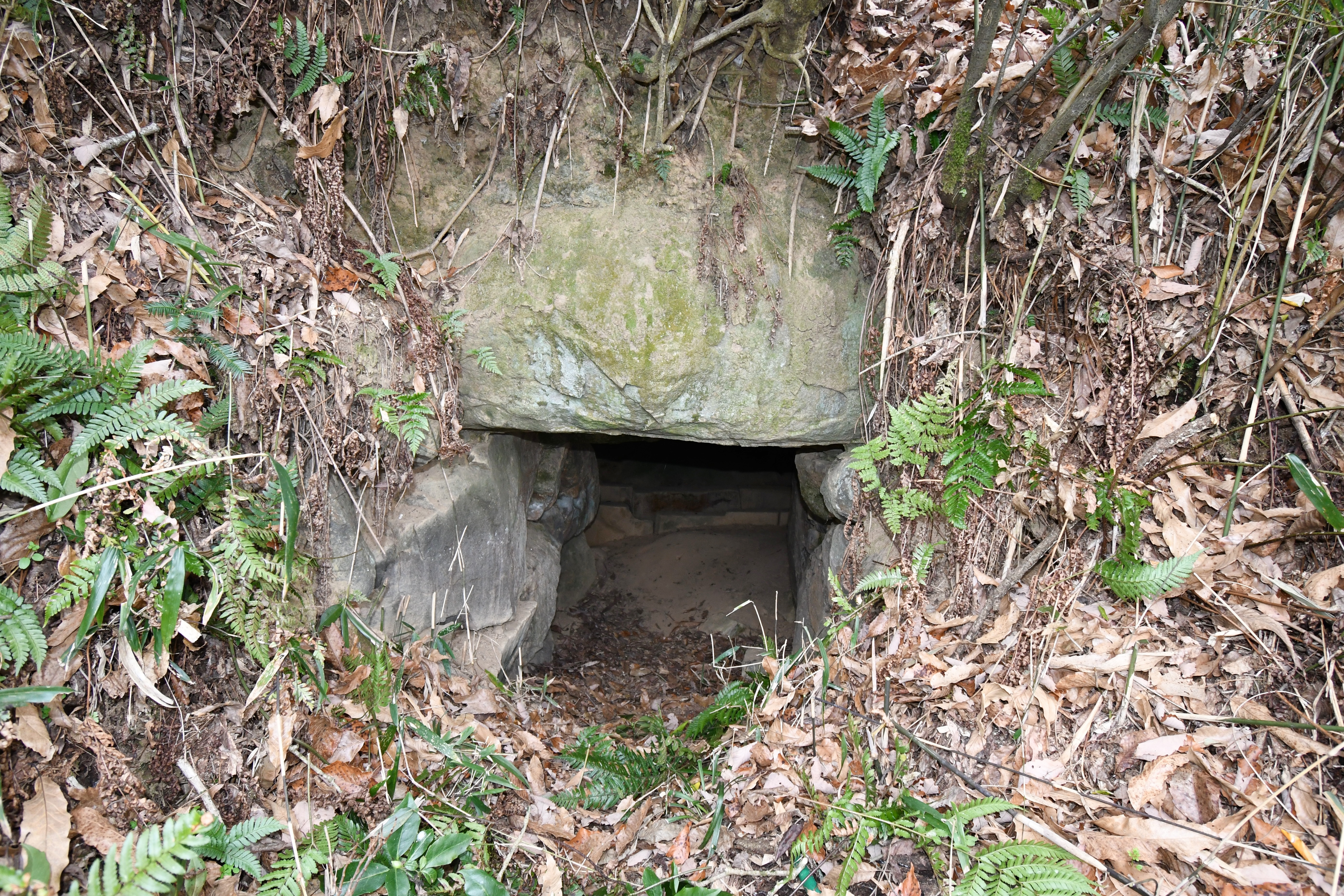
開口部

## 文化財

### 奈良県指定文化財
- 史跡
  - 谷脇古墳 - 1978年（昭和53年）3月28日指定[2]。

### 宇陀市指定文化財
- 有形文化財
  - 谷脇古墳出土遺物 一括（考古資料） - 1998年（平成10年）9月30日指定[3]。

## 関連文献
（記事執筆に使用していない関連文献）
- 『古墳測量調査集成I』花園大学考古学研究室〈花大考研報告13〉、1998年。